# NAIS會
NAIS會是日本自由民主黨4名眾議院議員在1998年成立的政策研究小組。
政策小組的名稱「NAIS」來源於4名議員（根本匠、安倍晉三、石原伸晃、鹽崎恭久）的姓氏的羅馬字表記的首字母（Nemoto、Abe、Ishihara、Shiozaki）。

## 簡介
石原伸晃在1990年當選眾議員，其他三人在1993年當選眾議員。4人進入眾議院的時間相近，彼此間關係友好，政見相仿，因此在1998年成立此政策小組，致力於自民黨的改革。
2006年，安倍晉三成為內閣總理大臣之後，NAIS會的其他三人都得到重用，根本出任首相輔佐官（經濟財政擔當），石原代理自民黨幹事長（內閣改組後石原轉任自民黨政調會長），鹽崎出任內閣官房長官。不過安倍辭職後，福田康夫繼任，NAIS會的勢力有所減弱。

## 外部連結
- 根元匠官方網頁
- 安倍晉三官方網頁
- 石原伸晃官方網頁（页面存档备份，存于）
- 鹽崎恭久 眾議院議員 愛媛1區 （松山市）